# Quan hệ Bulgaria – Hàn Quốc
Quan hệ Bulgaria – Hàn Quốc là mối quan hệ ngoại giao giữa Bulgaria và Hàn Quốc. Hai nước đã lập lại quan hệ ngoại giao vào ngày 23 tháng 3 năm 1990. Trong thời kỳ Chiến tranh Lạnh, Bulgaria chỉ có quan hệ ngoại giao với Cộng hòa Dân chủ Nhân dân Triều Tiên. Bulgaria có một đại sứ quán tại Seoul. Hàn Quốc có một đại sứ quán tại Sofia.

## Đại sứ quán , lãnh sự quán
- Tại Bulgaria : 
- Sofia ( Đại sứ quán )

- Tại Hàn Quốc :
- Seoul ( Đại sứ quán )